# Peau d'Âne (film 1908)
Peau d'Âne è un cortometraggio del 1908 diretto da Albert Capellani. Prodotto e distribuito dalla S.C.A.G.L., il film uscì nelle sale (USA) il 18 novembre 1908. Capellani aveva già portato sullo schermo la fiaba di Perrault con lo stesso titolo, Peau d'Âne, nel 1904.

## Produzione
Il film fu prodotto dalla S.C.A.G.L.

## Distribuzione
Distribuito in Francia dalla S.C.A.G.L., il film uscì nelle sale cinematografiche USA distribuito dalla Pathé Frères il 18 novembre 1908.

### Data di uscita
- USA	18 novembre 1908

Alias
- Donkey Skin	USA
- Donkey's Skin	USA